# Базилика Богоматери в Лухане
Базилика Богоматери в Лухане — католический храм в городе Лухан (провинция Буэнос-Айрес, Аргентина), посвящённый Богоматери Луханской, святой покровительнице Аргентины. Базилика в стиле неоготики, находящаяся в 70 километрах к западу от федеральной столицы города Буэнос-Айрес, считается одной из самых почитаемых католических святынь Аргентины — наряду с соборами в Ла-Плате и Сан-Исидро и церковью капуцинов в городе Кордова.

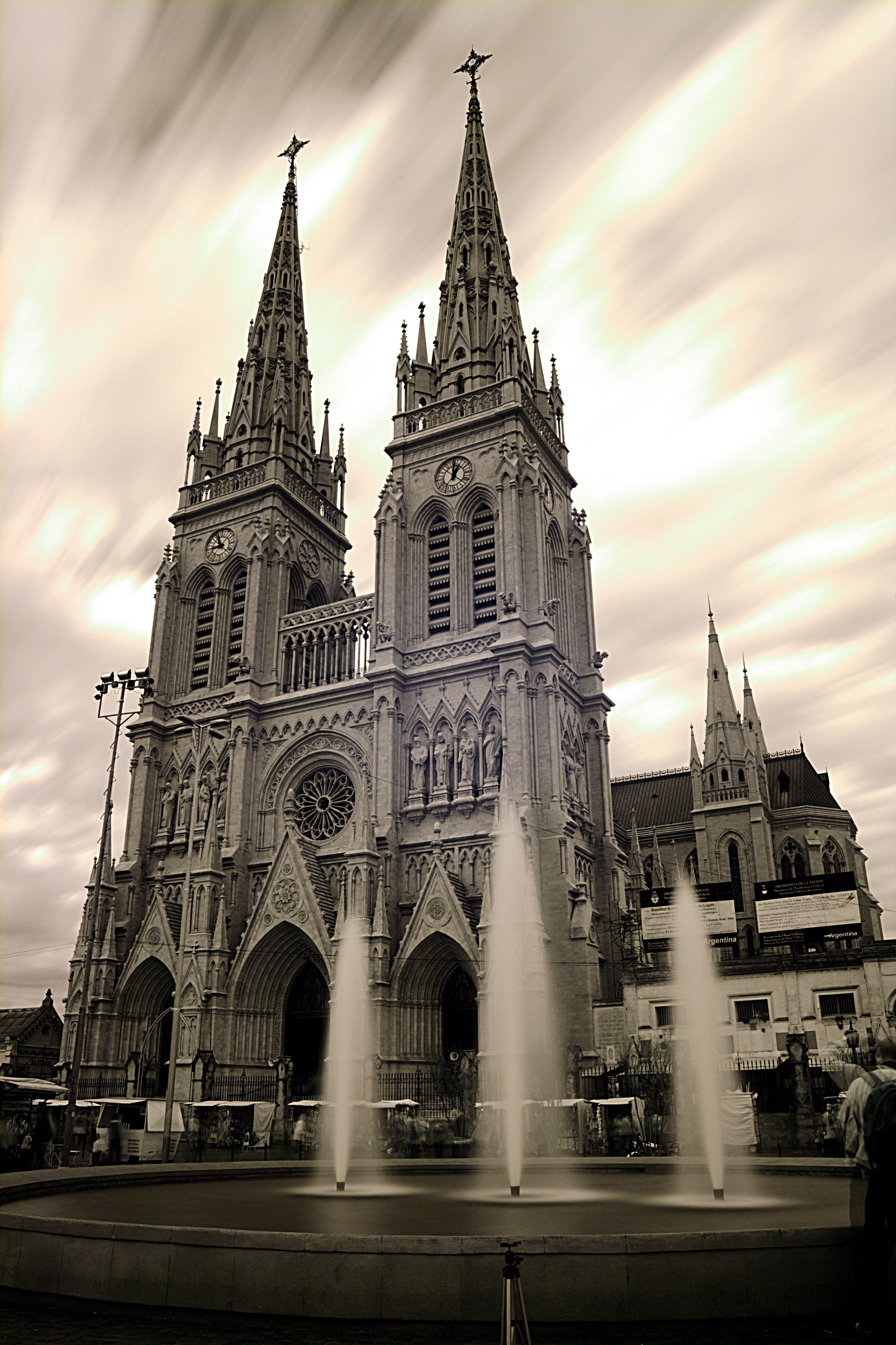

Основание храма у реки Лухан связано с чудесными событиями. В 1630 году португалец Антонио Фариа де Са, фазендейру из Сантьяго-дель-Эстеро заказал моряку Хуану Андреа привезти из Бразилии статую Девы Марии, которую он хотел установить в строящейся часовне. Хуан Андреа приобрёл сразу две статуи Богоматери, которые он доставил в Буэнос-Айрес морем, а далее перегрузил на повозки и повёз в Сантьяго-дель-Эстеро. На второй день пути там, где дорога пересекала небольшую реку Лухан, лошади встали и не смогли идти дальше. Повозку пытались разгружать, впрягать в неё волов, но она стояла на месте как влитая. Только тогда можно было продолжить путь, когда на землю был опущен небольшой ящик с одной из двух статуй Мадонны. Это было истолковано как чудо и высший знак того, что будущая Дева Мария Луханская хочет остаться именно в этом месте. Статую Богородицы перенесли в дом дона Росендо де Орамас, где поместили в почётное место. Люди, услышавшие о чуде, стали приходить поклониться святому образу.
Первая часовня у реки Лухан появилась в 1685 году. Паломников становилось больше и больше, постепенно вокруг часовни выросло селение, названное Лухан. В 1730 году селение получает статус города, а часовня Богоматери Луханской становится приходской церковью. В 1763 году на этом же месте была построена церковь большего размера. Возведение храма, который мы видим сегодня, началось 6 мая 1890 года под руководством французского архитектора Ульриха Куртуа. Церковь была освящена в декабре 1910 года, несмотря на то, что башни ещё не были достроены. 15 ноября 1930 года папа Пий XI присвоил церкви Богоматери в Лухане статус базилики. Полностью постройка храма закончена к 1935 году.

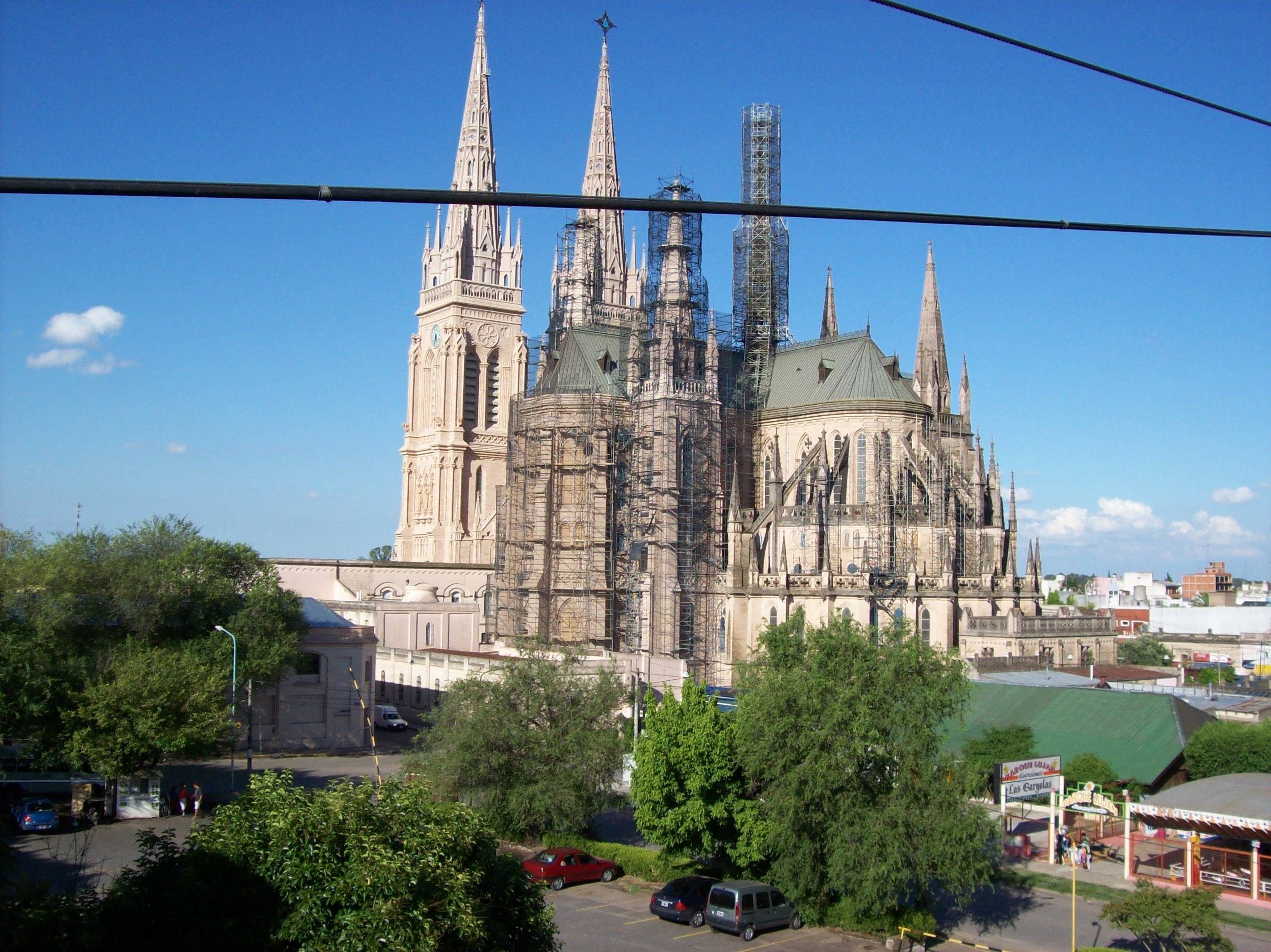

В октябре 1975 год группа молодых католиков впервые совершила пешее паломничество из Буэнос-Айреса к Деве Марии Луханской (путь составил 70 километров). С тех пор эта традиция стала ежегодной. 11 июня 1982 года базилику посетил папа римский Иоанн Павел II и отслужил мессу перед 700 тысячами верующих. В 1998 году базилика Богоматери в Лухане объявлена памятником истории Аргентины. 25 мая 2010 года в присутствии президента Аргентины Кристины Фернандес де Киршнер в базилике Богоматери в Лухане прошло торжественное богослужение Te Deum, посвящённое 200-летию Аргентины. В настоящее время святую покровительницу Аргентины посещают до 4 миллионов паломников в год. 2 октября 2011 года паломничество к Деве Марии Луханской под девизом: «Матерь Божья, помоги нам позаботиться о жизни» совершило более миллиона верующих.
Базилика построена в неоготическом стиле, традиционном для католической архитектуры конца XIX века. Длина продольного нефа 104 метра ширина — 42 метра, длина трансепта — 68,5 метров. Каждая из двух башен имеет 106 метров в высоту и увенчана крестом величиной 1,1 метр. На фасаде базилики установлены 16 фигур апостолов и евангелистов. На башнях находятся 15 колоколов весом от 55 до 3400 килограммов и карильон с электрическими часами.